# Cảnh sát Liên bang Úc

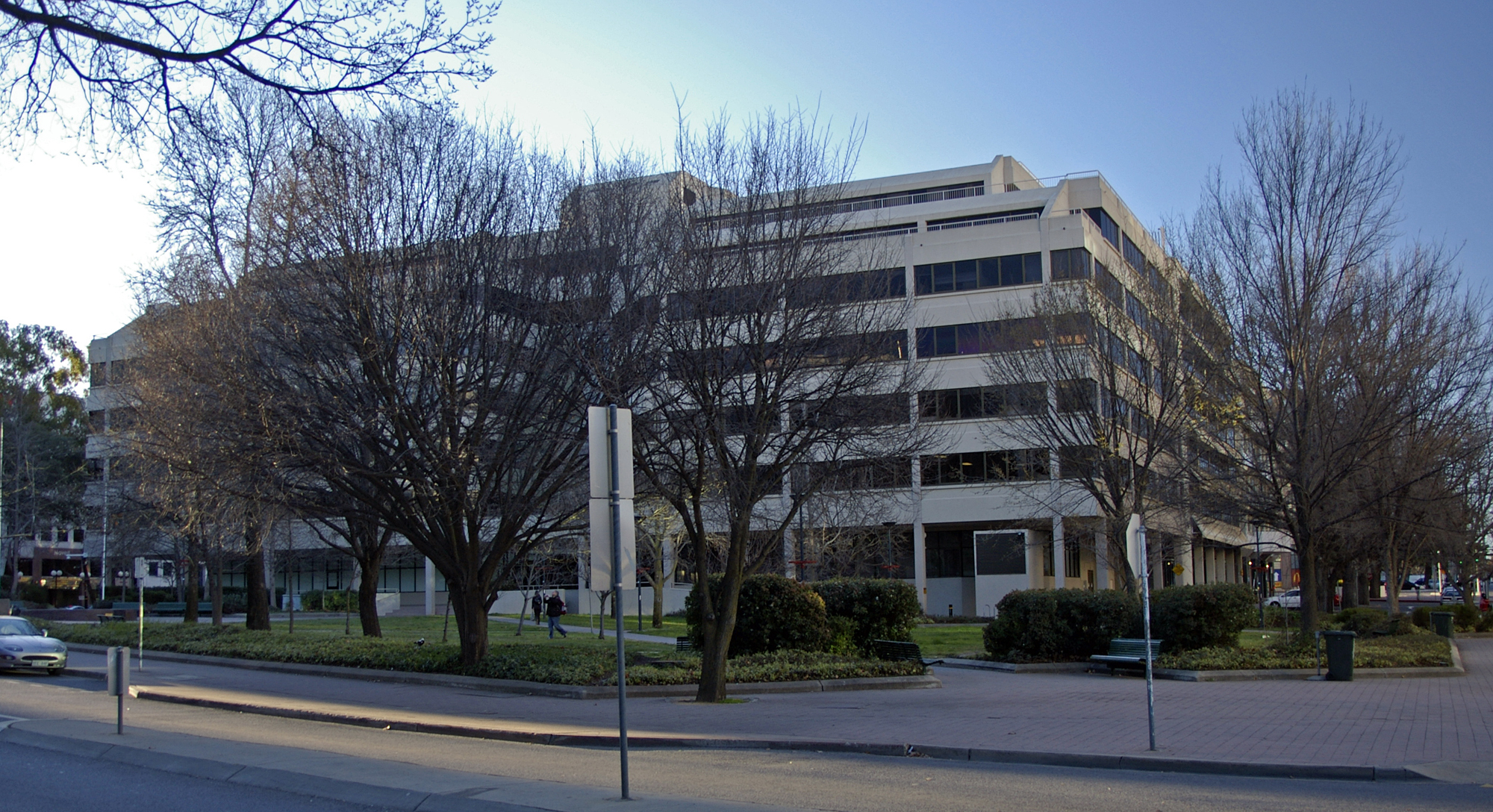
Trụ sở Cảnh sát Liên bang Úc cũ

Cảnh sát Liên bang Úc (tiếng Anh: Australian Federal Police, viết tắt: AFP) là cơ quan thực thi pháp luật liên bang chính và quốc gia của Chính phủ Úc với vai trò duy nhất là điều tra tội phạm và bảo vệ an ninh quốc gia của Khối thịnh vượng chung Úc. AFP là một cơ quan độc lập của Bộ Tư pháp và chịu trách nhiệm trước Bộ trưởng Bộ Tư pháp và trước Quốc hội Úc. Kể từ tháng 10 năm 2019, Ủy viên Cảnh sát Liên bang Úc là Reece Kershaw, trước đây là Ủy viên Cảnh sát Lãnh thổ Phía Bắc.
AFP tập trung vào việc ngăn chặn, điều tra và triệt phá tội phạm xuyên quốc gia, nghiêm trọng, phức tạp và có tổ chức bao gồm khủng bố và chủ nghĩa cực đoan bạo lực, tội phạm mạng, bóc lột trẻ em, buôn lậu ma túy và buôn người. AFP cũng chịu trách nhiệm cung cấp hoạt động giám sát cộng đồng ở Lãnh thổ Thủ đô Úc thông qua Cảnh sát ACT và các lãnh thổ phụ thuộc khác, cung cấp an ninh bảo vệ tại các sân bay lớn và bảo vệ chặt chẽ cho các quan chức bao gồm thủ tướng Úc và các cơ quan ngoại giao nước ngoài, cung cấp đào tạo thực thi pháp luật cho Các cơ quan đối tác châu Á-Thái Bình Dương, đóng vai trò là đại diện thực thi pháp luật và cảnh sát quốc tế của Australia, đồng thời đóng góp vào hoạt động gìn giữ hòa bình của Liên hợp quốc trên toàn thế giới. AFP cũng là thành viên của Cộng đồng Tình báo Quốc gia và hợp tác chặt chẽ với Tổ chức Tình báo An ninh Úc, Lực lượng Biên phòng Úc và Ủy ban Tình báo Hình sự Úc.